# Mykoła Pyrohiw
Mykoła Pyrohiw (ur. w 1875 - zm. w 1961) – ukraiński działacz społeczny na Wołyniu, poseł na Sejm I kadencji, lekarz, pedagog.
Pochodził z Czernihowa, był wnukiem znanego chirurga Mykoły Pyrohowa. W latach 1900–1944 mieszkał w Kowlu, dwukrotnie (do 1915, i w latach 1941–1943) był przewodniczącym miejskiego zarządu. W latach 1915–1919 przebywał w Kijowie, był organizatorem i dyrektorem ukraińskiego gimnazjum.
Poseł I kadencji Sejmu RP, utracił mandat w 1923. Od 1944 przebywał na emigracji, początkowo w Niemczech, a później w Australii.